# Episcopia Giurgiului
Episcopia Giurgiului este o eparhie din cadrul Mitropoliei Munteniei și Dobrogei a Bisericii Ortodoxe Române. Are sediul la Giurgiu și este condusă de episcopul Ambrozie Meleacă.